# Wereldkampioenschappen triatlon sprint
Het wereldkampioenschap triatlon sprint is een sinds 2010 jaarlijks gehouden triatlonkampioenschap georganiseerd door de International Triathlon Union (ITU). De sprint-triatlon gaat over de halve olympische afstand en bestaat derhalve uit 750 meter zwemmen, 20 kilometer fietsen en 5 kilometer lopen. Het WK sprint maakt sinds 2011 deel uit van de ITU World Championship Series.

## Edities
| Jaar | Datum        | Plaats                    |
| ---- | ------------ | ------------------------- |
| 2015 | 15 september | Chicago, Verenigde Staten |
| 2014 | 13 juli      | Hamburg, Duitsland        |
| 2013 | 21 juli      | Hamburg, Duitsland        |
| 2012 | 25 augustus  | Stockholm, Zweden         |
| 2011 | 20 augustus  | Lausanne, Zwitserland     |
| 2010 | 21 augustus  | Lausanne, Zwitserland     |

## Podia

### Mannen
| Jaar | Plaats    | Goud              | Zilver            | Brons             |
| 2015 | Chicago   | Mario Mola        | Javier Gómez      | Richard Murray    |
| 2014 | Hamburg   | Alistair Brownlee | Vincent Luis      | Jonathan Brownlee |
| 2013 | Hamburg   | Jonathan Brownlee | Alistair Brownlee | Javier Gómez      |
| 2012 | Stockholm | Jonathan Brownlee | Javier Gómez      | Vincent Luis      |
| 2011 | Lausanne  | Jonathan Brownlee | Javier Gómez      | Alistair Brownlee |
| 2010 | Lausanne  | Jonathan Brownlee | Tim Don           | David Hauss       |

### Vrouwen
| Jaar | Plaats    | Goud                 | Zilver         | Brons                |
| 2015 | Chicago   | Gwen Jorgensen       | Non Stanford   | Vicky Holland        |
| 2014 | Hamburg   | Gwen Jorgensen       | Emma Jackson   | Kirsten Sweetland    |
| 2013 | Hamburg   | Anne Haug            | Non Stanford   | Jodie Stimpson       |
| 2012 | Stockholm | Lisa Nordén          | Maaike Caelers | Barbara Riveros Diaz |
| 2011 | Lausanne  | Barbara Riveros Diaz | Emma Jackson   | Andrea Hewitt        |
| 2010 | Lausanne  | Lisa Nordén          | Emma Moffatt   | Daniela Ryf          |

## Medailleklassement
| Plaats | Land                | Goud | Zilver | Brons | Totaal |
| ------ | ------------------- | ---- | ------ | ----- | ------ |
| 1      | Verenigd Koninkrijk | 5    | 4      | 5     | 14     |
| 2      | Zweden              | 2    | 0      | 0     | 2      |
| 2      | Verenigde Staten    | 2    | 0      | 0     | 2      |
| 4      | Spanje              | 1    | 3      | 1     | 5      |
| 5      | Chili               | 1    | 0      | 1     | 2      |
| 6      | Duitsland           | 1    | 0      | 0     | 1      |
| 7      | Australië           | 0    | 3      | 0     | 3      |
| 8      | Frankrijk           | 0    | 1      | 2     | 3      |
| 9      | Nederland           | 0    | 1      | 0     | 1      |
| 10     | Zwitserland         | 0    | 0      | 1     | 1      |
| 10     | Nieuw-Zeeland       | 0    | 0      | 1     | 1      |
| 10     | Canada              | 0    | 0      | 1     | 1      |
| Totaal | Totaal              | 12   | 12     | 12    | 36     |